# Яссир аль-Мусайлим
Яссир аль-Мусайлим (араб. ياسر المسيليم‎, 27 февраля 1984, Эль-Хаса) — саудовский футболист, вратарь сборной Саудовской Аравии и клуба «Аль-Ахли», участник Кубка Азии 2007 года.

## Клубная карьера
Яссир аль-Мусайлим с 2005 года защищает ворота саудовского клуба «Аль-Ахли» из Джидды.

## Карьера в сборной
15 марта 2006 года Яссир аль-Мусайлим дебютировал в составе сборной Саудовской Аравии в домашнем товарищеском матче против команды Ирака, пропустив за всю игру два мяча». В 2007 году аль-Мусайлим защищал ворота национальной сборной на Кубке Азии, проходившем в Юго-Восточной Азии. Вместе с командой он дошёл до финала, в котором саудовцы с минимальным счётом уступили сборной Ирака. Сыграв 2 матча на Панарабских играх 2007 года в Египте аль-Мусайлим долгое время не играл в официальных матчах Саудовской Аравии, лишь изредка выступая в товарищеских играх. В отборочном турнире чемпионата мира 2018 года, начиная с третьего раунда, он вновь стал первым голкипером национальной команды.

## Достижения
«Аль-Ахли»
- Чемпион Саудовской Аравии (1): 2015/16
- Обладатель Кубка Саудовской Федерации футбола (1): 2006/07
- Обладатель Кубка наследного принца Саудовской Аравии (2): 2006/07, 2014/15
- Обладатель Клубного кубка чемпионов Персидского залива (1): 2008
- Обладатель Саудовского кубка чемпионов (3): 2011, 2012, 2016
- Обладатель Суперкубка Саудовской Аравии (1): 2016

 Сборная Саудовской Аравии
- Финалист Кубка Азии (1): 2007